# 蓝移
在物理學领域，藍移（英語：blueshift）是指电磁波由於某種原因導致波長變短、頻率升高的現象，在可見光波段，表现为光譜的譜線朝藍端移動了一段距離。相反地，电磁波的波長增加、頻率降低的現象被稱為紅移。
在光化学中，蓝移也非正式地指浅色效应。

## 例子
天文学中，除了多數星體的紅移現象，也有觀察到部分星體發生藍移現象，例如：
- 仙女座星系（因仙女座星系正在往銀河系接近中）
- 觀察螺旋星系時，旋臂朝向地球接近的一端會呈現藍移（參考塔利-费舍尔关系）。
- 临近太阳系的巴納德星就是恒星观察的典型例子。
- 蠍虎座BL類星體被推擠出的相對噴流中朝向地球的一支，輻射出的同步加速輻射和軔致輻射都會呈現藍移。

### 都卜勒藍移
由于光源朝向观测者运动，经由多普勒效应而产生的蓝移称为多普勒蓝移。

### 引力藍移
光子由于落入重力势阱而获得额外能量，由此产生的蓝移称为引力蓝移。一个例子是萨克斯–沃尔夫效应，此效应是微波背景辐射中一部分各向异性的源头。

#### 藍異常值
部分活动星系核中有观测到[O III]发射线相对于星系本身蓝移的现象。

### 宇宙學藍移
在部分宇宙学理论中，大挤压会导致星系发生蓝移现象。

## 在天文學上藍移的成因
這些是在天文學上已知可以造成藍移的原因：
1. 朝向我們移動的光源，例如
  1. 旋轉中的星系向地球接近的一側。

红移蓝移示意图

  2. 蠍虎BL類星體相對的噴流中，朝向地球的一支。
  3. 一些星系 [3]和類星體 [4]。
2. 重力效應。參考重力紅移。